# ثلاثة من أيام الكوندور (فلم)
ثلاثة من أيام الكوندور (بالإنجليزية: Three Days of the Condor) فيلم إثارة سياسي أمريكي لعام 1975 من إخراج سيدني بولاك وبطولة روبرت ريدفورد وفاي دوناواي. كتب السيناريو لورينزو سمبل جونيور وديفيد رايفيل استناداً إلى رواية عام 1974 «ستة أيام الكوندور Six Days of the Condor» لجيمس جرادي.
تدور أحداث الفيلم بشكل أساسي في مدينة نيويورك وواشنطن العاصمة، ويدور حول باحث في وكالة المخابرات المركزية عاد من الغداء ذات يوم ليكتشف مقتل زملائه في العمل، ويحاول خداع المسؤولين. ترشح الفيلم لجائزة الأوسكار لأفضل مونتاج. حصل سيمبل ورايفيل على جائزة إدجار من جمعية كتّاب أمريكا الغامضون، لأفضل سيناريو.

## طاقم التمثيل
- روبرت ريدفورد: في دور جوزيف تيرنر
- فاي دونواي: في دور كاثي هيل
- كليف روبرتسون: في دور هيغينز
- ماكس فون سيدو: في دور جوبيرت
- جون هاوسمان: في دور واباش
- أديسون باول: في دور ليونارد أتوود
- والتر ماكجين: في دور سام باربر
- تينا تشين: في دور جانيس تشونغ
- مايكل كين: في دور اس دبليو ويكس
- دون ماكهنري: في دور دكتور لاب
- مايكل ميلر: في دور فاولر
- جيس أوسونا: في دور الرائد
- دينو ناريزانو: في دور هارولد
- هيلين ستينبورغ: في دور السيدة راسل
- باتريك جورمان: في دور مارتن
- هانسفورد رو: في دور جينينغز
- كارلين جلين: في دور ماي باربر
- هانك جاريت: في دور ساعي البريد
- سال شليزي: في دور سال شليزي[5]

## أحداث الفيلم
يبدأ تيرنر في قراءة كتب وكالة المخابرات المركزية ويفترض السيناريوهات المحتملة التي يمكن تطبيقها على ما طالعه من أحداث. يخرج تيرنر لتناول الغداء ولكن عندما يعود يجد الجميع في المركز قتلوا. يتصل برئيسه ويطلب منه حضور فريق للتحقيق في الحادث، لكن عندما يصل فريق البحث، يتم إطلاق النار على تيرنر، الذي يتمكن من الرد والهرب. يشعر تيرنر باليأس، ويقوم باختطاف امرأة وإجبارها على إيوائه حتى يتمكن من معرفة ما يجري. يهاجم شخص ما منزل المرأة ويحاول قتل تيرنر، الذي يقتل المهاجم ويكتشف أن لديه صلة بوكالة المخابرات المركزية، مما يعني أن هناك شخصًا في وكالة المخابرات المركزية وراء ما يحدث.
يكتشف تيرنر أن ما يحدث قد يكون بسبب تقرير قدمه تيرنر إلى مقر وكالة المخابرات المركزية يكشف روابط لعملية مارقة للاستيلاء على حقول النفط في الشرق الأوسط. يتأكد تيرنر من أن وكالة المخابرات المركزية ستحاول القضاء عليه باعتباره مصدر إحراج لها، وربما يقع في شرك أحد معارفه الموثوق بهم.
يلتقي تيرنر مع هيغينز الذي يكشف له خطة حقول النفط بأنها «لعبة» طارئة تم التخطيط لها داخل وكالة المخابرات المركزية دون موافقة من أعلى، ويدافع عن المشروع، مشيرًا إلى أنه عندما يتسبب نقص النفط في أزمة اقتصادية كبيرة، سيطالب الأمريكيون باستعادة حياتهم المريحة بأي وسيلة ضرورية. يكشف تيرنر القصة لصحيفة نيويورك تايمز، ويشعر أنه على وشك أن يصبح رجلًا وحيدًا جدًا، ويتساءل عما إذا كان سيتم نشر القصة حقًا.

## استقبال الفيلم
منح موقع الطماطم الفاسدة الفيلم تقييم مقداره 87% بناءً على أراء 45 ناقداً سينمائياً، وكتب الإجماع النقدي للموقع: «فيلم الإثارة هذا جاء بعد حادثة ووترغيت يلتقط فحوى جنون العظمة في ذلك الوقت، بفضل إخراج سيدني بولاك المنمق والأداء الممتاز لروبرت ريدفورد وفاي دوناواي».
كانت التعليقات إيجابية عند إصدار الفيلم، وكان نقد فينسينت كانبي إيجابي في صحيفة نيويورك تايمز، حيث كتب: "أن الفيلم لا يضاهي القصص في صحيفتك المحلية، لكنه يستفيد من التمثيل الجيد والإخراج.
كتبت مجلة فارايتي: "فيلم من الدرجة الثانية وحصل على ميزانية كبيرة على الرغم من افتقاره إلى المضمون.
كتب روجر إيبرت: «ثلاثة من أيام الكوندور هو فيلم جيد الصنع، متوتر ومشارك، والشيء المخيف، في هذه الأشهر بعد ووترغيت، هو أنه يمكن تصديقه بالكامل».
كتب جون سيمون كيف تمت إعادة كتابة «ستة من أيام الكوندور»، للفيلم: «لقد تم نقل الحدث من واشنطن الهادئة إلى مدينة نيويورك الغاضبة، وتم تغيير جميع الأسماء تقريبًا، والحبكة كانت معقدة للغاية، وأقل أهمية من الفيلم المباشر، وقد تم تحميلها بشكل زائد في مرثية خاصة، سياسي، وأخيراً، التشاؤم الكوني، نوع من أفلام الإحساس بالذنب القومية، إن لم تكن ميتافيزيقية، لجذب المحبطين من الوهم»، وفي ختام المقالة، كتب سايمون: «إن الدرس الذي استخلصه من الفيلم هو أننا يجب أن نكون ممتنين لوكالة المخابرات المركزية: إنها تفعل ما لم تعد مدارسنا تفعله، إنها تشرك بعض الناس في قراءة الكتب».

## الجوائز والترشيحات
مهرجان كارتاخينا السينمائي (كولومبيا) 1976: حصل على جائزة أفضل ممثل (ماكس فون سيدو)، وترشح لجائزة أفضل فيلم.
جوائز ديفيد دي دوناتيلو 1976: حصل على جائزة أفضل مخرج (سيدني بولاك).
جوائز إدغار ألن بو 1976: حصل على جائزة إدغار لأفضل فيلم.
جوائز دائرة نقاد أفلام كانساس سيتي 1976: حصل على جائزة أفضل ممثل مساعد (ماكس فون سيدو).
جائزة شريط الصوت الذهبي 1976: حصل على جائزة أفضل صوت ومؤثرات صوتية.
جوائز الأوسكار 1976: ترشح لجائزة المونتاج.
جوائز الغولدن غلوب 1976: ترشح لجوائز أفضل فيلم وأفضل ممثلة (فاي دونواي).
جوائز الجرامي 1976: ترشح لجائزة أفضل شريط موسيقى وأغاني للفيلم.
تصنف الفيلم على قائمة «100 عام.. 100 فيلم إثارة» AFI's 100 Years...100 Thrills في عام 2001.

## وصلات خارجية
- مقالات تستعمل روابط فنية بلا صلة مع ويكي بيانات
- ثلاثة من أيام الكوندور (فلم) في روتن توميتوز.
- Three Days of the Condor film trailer على يوتيوب